# Nguyễn Văn Đạo
Nguyễn Văn Đạo (10 tháng 8 năm 1937 – 11 tháng 12 năm 2006) là Nhà cơ học hàng đầu của Việt Nam. Ông là chuyên gia trong lĩnh vực: Dao động phi tuyến và Cơ học giải tích.

## Tiểu sử
Nguyễn Văn Đạo sinh tại xã Chí Tiên, huyện Thanh Ba, tỉnh Phú Thọ, cha là Nguyễn Văn Nguyên từng giữ chức vụ Bí thư tỉnh ủy Phú Thọ. Sau khi tốt nghiệp lớp 9 hệ 9 năm của trường Trung hoc phổ thông Hùng Vương, vào học tại Khoa Toán, Đại học Sư phạm Hà Nội. Năm 1957, Nguyễn Văn Đạo tốt nghiệp xuất sắc Khoa Toán, Trường Đại học Sư phạm Hà Nội và trở thành cán bộ giảng dạy tại Trường Đại học Bách khoa Hà Nội, đến năm 1962 làm chủ nhiệm bộ môn Cơ học lý thuyết.
Năm 1963–1965, ông làm nghiên cứu sinh khoa Toán Cơ tại Đại học Tổng hợp Moskva (Đại học Lomonosov), Liên Xô và bảo vệ thành công luận án phó tiến sĩ Toán - Lý. Sau khi về nước, ông tiếp tục giảng dạy tại Trường Đại học Bách khoa đến năm 1977.
Năm 1977, do viết xong luận án từ trong nước, nên chỉ với 3 tháng, ông bảo vệ thành công luận án tiến sĩ khoa học "Kích động thông số dao động phi tuyến của các hệ động lực" tại Đại học Tổng hợp Vacsava, Ba Lan.
Năm 1977–1993, ông là Phó Viện trưởng kiêm Tổng Thư ký Viện Khoa học Việt Nam. Ông được phong Giáo sư năm 1980 và là Chủ tịch Hội Cơ học Việt Nam. Năm 1979–1990, ông là Viện trưởng sáng lập của Viện Cơ học, Tổng biên tập đầu tiên của Tạp chí Cơ học.
Năm 1994–2001, ông là Giám đốc đầu tiên Đại học Quốc gia Hà Nội.
Từ 2001 là Chủ tịch Hội đồng Khoa học và Đào tạo của Đại học Quốc gia Hà Nội. Ông cũng là Chủ tịch Hội đồng Khoa học Tự nhiên - Hội đồng Khoa học Quốc gia.
Ông còn là Đồng Trưởng ban cùng với Giáo sư Nguyễn Hoa Thịnh chỉ đạo một dự án của Hội Cơ học Việt Nam: "Nghiên cứu, tính toán, thiết kế và chế tạo máy bay siêu nhẹ nhằm phục vụ cho nhu cầu du lịch, cứu nạn, cứu hộ, sản xuất nông nghiệp..."
Ông còn là ủy viên Đoàn Chủ tịch Ủy ban Trung ương Mặt trận Tổ quốc Việt Nam, Phó Chủ tịch Ủy ban Hòa bình Việt Nam.
Ông được Tập đoàn FPT mời giữ chức Chủ tịch Hội đồng cố vấn trường Đại học FPT.
Ông cũng là Chủ tịch (sáng lập) Hội Liên lạc với người Việt Nam ở nước ngoài từ năm 2002.
Ngày 9 tháng 12 năm 2006, ông bị hôn mê vì chấn thương sọ não, do bị tai nạn giao thông tại Hà Nội. Ngày 11 tháng 12 năm 2006, ông mất đột ngột khi đang điều trị tại bệnh viện Việt Đức, không lâu sau lễ mừng thọ 70 tuổi. Thi hài ông được an táng tại nghĩa trang Mai Dịch, Hà Nội.

## Tác phẩm
Ông là nhà Cơ học Việt Nam có nhiều công trình nghiên cứu cơ học: 70 công trình. Một số tác phẩm:
- Cơ học lý thuyết (xuất bản năm 1969).
- Cơ học giải tích.
- Phương pháp tiệm cận ứng dụng trong lý thuyết dao động phi tuyến" (Applied Asymptotic Methods in Nonlinear Oscillations)

## Danh hiệu và giải thưởng
- Năm 1996, ông được Tổng thống Ukraina trao Giải thưởng Nhà nước Ukraina về công trình "Các phương pháp tiệm cận mới trong giải tích phi tuyến".
- Năm 2000, ông được tặng Giải thưởng Hồ Chí Minh trong lĩnh vực khoa học và công nghệ về công trình "Dao động phi tuyến của các hệ động lực".
- Năm 2001, ông được Nhà nước tặng thưởng Huân chương Lao động hạng Nhất.
- Năm 1988, ông cũng đã được bầu là Viện sĩ Viện Hàn lâm Khoa học Tiệp Khắc. Năm 2000, ông được bầu là Viện sĩ Viện Hàn lâm Khoa học Quốc gia Ukraina. Năm 1999, ông được bầu là Viện sĩ Viện Hàn lâm Khoa học Thế giới thứ ba và năm 2002, được bầu là Viện sĩ Viện Hàn lâm Khoa học châu Âu.
- Huy hiệu 40 năm tuổi Đảng.
- Ngày 10/8/2006, ông được tổ chức lễ mừng thọ lần thứ 70 của mình tại nhà riêng.